# Astrantia colchica
Astrantia colchica là một loài thực vật có hoa trong họ Hoa tán. Loài này được Albov mô tả khoa học đầu tiên năm 1895.